# This Girl
"This Girl" is een nummer van de Franse DJ en producer Kungs (Valentin Brunel) en de Australische funk trio Cookin' on 3 Burners. Het nummer is een remix van de originele versie van Cookin' on 3 Burners met zang van Kyle Auldist. Het werd op 19 februari 2016 als muziekdownload uitgegeven door House of Barclay. "This Girl" werd een succesvolle hit in Europa. In Duitsland en Frankrijk behaalde het nummer de nummer-1 positie.

## Videoclip
De bijhorende videoclip verscheen op 24 maart 2016 op het YouTube-account van Kungs. De videoclip is geregisseerd door Matt Larson en La Main Productions.

## Tracklijst
| Nr. | Titel                       | Duur |
| --- | --------------------------- | ---- |
| 1.  | This Girl (extended versie) | 4:02 |
| 2.  | This Girl (Fabrich remix)   | 4:19 |
| 3.  | This Girl (Betical remix)   | 4:17 |
| 4.  | Milos                       | 3:36 |

## Hitnoteringen

### Nederlandse Top 40
| Hitnotering: 14-05-2016 t/m 22-10-2016 | Hitnotering: 14-05-2016 t/m 22-10-2016 | Hitnotering: 14-05-2016 t/m 22-10-2016 | Hitnotering: 14-05-2016 t/m 22-10-2016 | Hitnotering: 14-05-2016 t/m 22-10-2016 | Hitnotering: 14-05-2016 t/m 22-10-2016 | Hitnotering: 14-05-2016 t/m 22-10-2016 | Hitnotering: 14-05-2016 t/m 22-10-2016 | Hitnotering: 14-05-2016 t/m 22-10-2016 | Hitnotering: 14-05-2016 t/m 22-10-2016 | Hitnotering: 14-05-2016 t/m 22-10-2016 | Hitnotering: 14-05-2016 t/m 22-10-2016 | Hitnotering: 14-05-2016 t/m 22-10-2016 | Hitnotering: 14-05-2016 t/m 22-10-2016 |
| Week:                                  | 1                                      | 2                                      | 3                                      | 4                                      | 5                                      | 6                                      | 7                                      | 8                                      | 9                                      | 10                                     | 11                                     | 12                                     | 13                                     |
| -------------------------------------- | -------------------------------------- | -------------------------------------- | -------------------------------------- | -------------------------------------- | -------------------------------------- | -------------------------------------- | -------------------------------------- | -------------------------------------- | -------------------------------------- | -------------------------------------- | -------------------------------------- | -------------------------------------- | -------------------------------------- |
| Positie:                               | 29                                     | 19                                     | 12                                     | 9                                      | 6                                      | 4                                      | 3                                      | 3                                      | 3                                      | 3                                      | 3                                      | 4                                      | 6                                      |
| Week:                                  | 14                                     | 15                                     | 16                                     | 17                                     | 18                                     | 19                                     | 20                                     | 21                                     | 22                                     | 23                                     | 24                                     |                                        |                                        |
| Positie:                               | 7                                      | 11                                     | 12                                     | 11                                     | 11                                     | 12                                     | 15                                     | 22                                     | 25                                     | 30                                     | 34                                     | uit                                    |                                        |

### NederlandseSingle Top 100
| Positie: | 93 | 44 | 19 | 13 | 8  | 5  | 5  | 5  | 3  | 3  | 4  | 5  | 6  | 8   | 13 |
| Week:    | 16 | 17 | 18 | 19 | 20 | 21 | 22 | 23 | 24 | 25 | 26 | 27 | 28 |     |    |
| Positie: | 13 | 12 | 15 | 19 | 20 | 28 | 33 | 39 | 46 | 55 | 54 | 72 | 81 | uit |    |

### NederlandseMega Top 50
| Hitnotering: 14-05-2016 t/m 29-10-2016 | Hitnotering: 14-05-2016 t/m 29-10-2016 | Hitnotering: 14-05-2016 t/m 29-10-2016 | Hitnotering: 14-05-2016 t/m 29-10-2016 | Hitnotering: 14-05-2016 t/m 29-10-2016 | Hitnotering: 14-05-2016 t/m 29-10-2016 | Hitnotering: 14-05-2016 t/m 29-10-2016 | Hitnotering: 14-05-2016 t/m 29-10-2016 | Hitnotering: 14-05-2016 t/m 29-10-2016 | Hitnotering: 14-05-2016 t/m 29-10-2016 | Hitnotering: 14-05-2016 t/m 29-10-2016 | Hitnotering: 14-05-2016 t/m 29-10-2016 | Hitnotering: 14-05-2016 t/m 29-10-2016 | Hitnotering: 14-05-2016 t/m 29-10-2016 |
| Week:                                  | 1                                      | 2                                      | 3                                      | 4                                      | 5                                      | 6                                      | 7                                      | 8                                      | 9                                      | 10                                     | 11                                     | 12                                     | 13                                     |
| -------------------------------------- | -------------------------------------- | -------------------------------------- | -------------------------------------- | -------------------------------------- | -------------------------------------- | -------------------------------------- | -------------------------------------- | -------------------------------------- | -------------------------------------- | -------------------------------------- | -------------------------------------- | -------------------------------------- | -------------------------------------- |
| Positie:                               | 25                                     | 7                                      | 4                                      | 5                                      | 2                                      | 2                                      | 3                                      | 2                                      | 2                                      | 2                                      | 4                                      | 3                                      | 5                                      |
| Week:                                  | 14                                     | 15                                     | 16                                     | 17                                     | 18                                     | 19                                     | 20                                     | 21                                     | 22                                     | 23                                     | 24                                     | 25                                     |                                        |
| Positie:                               | 6                                      | 5                                      | 4                                      | 7                                      | 13                                     | 16                                     | 21                                     | 21                                     | 31                                     | 37                                     | 40                                     | 44                                     | uit                                    |